# 인천시립교향악단

## 역사
인천시립교향악단(仁川市立交響樂團,Incheon Philharmonic Orchestra)은 인천광역시의 대표적인 교향악단이다.
1947년 12월 13일, 인천관현악단은 인천공회단(현 인성여고 체육관)에서 창단 연주회를 개최하며 인천 최초의 오케스트라로 출범했으며, 현악,관악,타악주자 총 23명으로 구성되어 당시 지역음악계에 새로운 지평을 열었다. 
6.25전쟁의 발발로 오랜기간 활동이 이어지진 못했지만, 전쟁 후 설립되는 지역 교향악단의 주춧돌 역할을 했다.
인천시립교향악단 창단의 실제적인 기반은 경인지구 육군정훈관현악단에서 시작되었는데 1953년 6월21일 발족되어 이후 1956년 최영섭을 지휘자로 한 인천음악애호가협회관현악단으로 재창단되었다. 이후 대부분의 단원이 인천필하모닉관현악단으로 재편성되었고, 9차례의 연주 활동을 거친 뒤, 1966년 인천시립교향악단으로 다시 무대에 서게 되었다.
인천시립교향악단은 1966년 6월 1일 첫 연주회를 시작으로, 초대 상임지휘자로 故 김중석이 임명되어 
창단과 함께 교향악단 발전에 기틀을 마련하였으며, 1984년 한국 교향악계의 원로인 故 임원식이 
상임지휘자로 부임하여 풍부한 경험을 통해 악단 발전의 중반기를 맞이하였다. 
1994년 인천문화예술회관 개관과 동시에 예술감독 겸 상임지휘자로 금노상을 영입, 
국제규모의 4관 편성으로 증원되었으며, 2006년 9월에 중국 상하이 출신의 첸 주오황을 예술감독 겸 상임지휘자로 
영입하면서 보다 수준 높고 다양한 프로그램으로 국내외 정상급 교향악단으로 도약하였다. 
2010년 10월에는 금난새가 취임하여 대중들에게 많은 사랑을 받았으며, 2015년 8월 지휘자 정치용이 예술감독 겸 
상임지휘자로 부임하여 비약적인 발전을 이루었다. 인천시립교향악단은 2018년 10월부터 바톤을 잡은 
이병욱 예술감독 겸 상임지휘자와 함께하며 지역을 넘어 세계를 향해 최상의 연주를 들려주는 오케스트라로 자리잡았다.
부지휘자는 정한결, 악장은 정하나이다.  인천문화예술회관에 상주하며 인천문화예술회관 대공연장과 클래식 전용 공연장인 아트센터인천 콘서트홀에서 병행하며 정기•기획연주회를 하고 있다.

## 현황
지금까지 인천시립교향악단은 총 430여 회의 정기연주회와 4,000여 회의 기획연주회를 비롯하여
미국, 이탈리아, 불가리아, 유고, 싱가포르, 홍콩, 일본, 대만 등에서의 해외 연주를 통하여 인천을 세계에 알리는 
문화사절단으로 국제음악 발전에 기여해오고 있으며, 국내에서는 서울, 부산, 대구, 광주, 수원, 부천, 대전, 전주, 목포 등 
지방 순회 연주를 통해 지방 문화 활성화로 한국 교향악 발전을 도모 중이며 매년 예술의 전당에서 주최하는 교향악축제에 초청되어 찬사를 받고 있다.
2011년부터는 모든 연주회를 시리즈별로 구상하고 수준 높은 협연자를 초청하는 등 다양한 연주를 통해 인천시민들에게 
행복을 주는 연주 활동을 지속해서 진행하고 있으며, 창단 50주년인 2016년부터는 지금까지와 다른 패러다임인 시즌제를 교향악단 단독으로는 전국 최초로 도입하여 앞으로의 희망찬 50년을 열어가고 있다. 
인천시립교향악단은 정기연주회를 비롯한 기획연주회, 찾아가는 연주회 등 다채로운 공연을 준비하여 미래 중심도시인 인천을 넘어 세계의 문화예술을 선도할 교향악단으로 자리매김하기 위해 노력할 것이다.